# Демпо (футбольний клуб)
Спортивний клуб «Демпо» або просто «Демпо» (англ. Dempo Sports Club) — індійський футбольний клуб із міста Панаджи. Клуб виступає у І-Лізі.

## Досягнення
- І-Ліга
  -  Чемпіон (3): 2007–08, 2009–10, 2011–12[1]

- Національна футбольна ліга (до сезону 2006–07 років)
  -  Чемпіон (2): 2005, 2007[1]

- Кубок Дюранд: 1
  -  Володар (1): 2006[2]

- Кубок Федерації
  -  Володар (1): 2004[3]

- Суперкубок Індії
  -  Володар (2): 2008, 2010[4]

## Клуби-побратими
- Мідтьюлланн
- ФК «Гоа»

## Відомі гравці
- Жуніор Крістіану
- Дензіл Теобальд
- Зохіб Іслам Амірі